# ایلن (مینه‌سوتا)
ایلن، مینه‌سوتا (به انگلیسی: Ihlen, Minnesota) یک شهر در ایالات متحده آمریکا است که در شهرستان پایپستون، مینه‌سوتا واقع شده‌است.

## خصوصیات
ایلن ۰٫۹۶ کیلومترمربع مساحت و ۶۳ نفر جمعیت دارد و ۵۰۲ متر بالاتر از سطح دریا واقع شده‌است.